# Fiesta de L'Amuravela
La fiesta de L'Amuravela es una fiesta que se celebra en la localidad asturiana de Cudillero todos los años el 29 de junio, festividad de San Pedro, patrón del pueblo.
L'Amuravela fue declarada Fiesta de Interés Turístico Nacional en 1976.
Durante cuatro días se celebra las festividades de San Pedro, San Pablo y San Pablín.

## San Pablo
El día 30 de junio se celebra la fiesta de San Pablo con una misa, procesión del Santísimo.

## San Pablín
El día 1 de julio se celebra San Pablín con una misa en el puerto pesquero y una procesión marinera, en la que los marineros desde las barcas lanza al mar coronas de flores como muestra de respeto y de recuerdo de los compañeros pescadores fallecidos. 
Otro de los acontecimientos de este día es el conocido como bautizo pixueto que se celebra en la Fuenti'l Cantu que consiste en un acto de fe por el que toda persona que no sea del pueblo queda ligada a él.

## Sermón de L'Amuravela - San Pedro
El día 29 de junio se celebra el acto más importante de la fiesta, celebrando el día de San Pedro, que se remonta al año 1569 con la construcción de la iglesia parroquial de San Pedro.
El acto empieza a la una de la tarde en la Ribera de Cudillero. Una persona de la localidad comienza a recitar en verso y en pixueto los acontecimientos sucedidos durante el año en el pueblo, diciéndoselo al santo protector y se acaba pidiendo protección para el próximo año. El sermón se inicia con 

En el nombri de Jesús y la Virgin Soberana, vou ichar l'Amuravela, comu San Pedru asperaba

En la segunda parte se efectúa la maniobra de saludo en la que se dice : 

«¡Amura vela!, ¡isa vela!, ¡fuego a babor!, ¡fuego a estribor!, ¡Viva Pedro!».

Esta segunda parte está íntimamente relacionada con el regreso de la conquista de La Florida por parte de Alonso Menéndez Marqués, sobrino de Pedro Menéndez. Este capitán comandaba la nave El Espíritu Santo, construida en Cudillero y con numerosos vecinos del pueblo enrolados dentro de la tripulación. 
Una vez efectuad la maniobra de saludo se realizan maniobras con las velas y se queman dos xigantes, situados a los lados del predicador. El final viene con una gran traca.

### Polémicas
Durante todos estos años, el sermón ha sido suspendido en varias ocasiones por el sacerdote o párroco. Normalmente era por el contenido del sermón no era considerado apropiado por el sacerdote.
Se puede destacar en el siglo XIX un intento de suspensión originado por el enfado del cura con el sermón del año anterior. Por este motivo intentó anular el sermón y finalizar la fiesta con la procesión. Los marineros intetaron impedir este hecho y entraron con el cura en la iglesia y lo retuvieron allí mientras el resto del pueblo escuchaba en el exterior el sermón.
En el siglo XX, principios de siglo Xuan de la Cuca, desenvainó su sable y dirigiéndose al santo le increpó: 

Si falta pescao o pan, de un sablazo vas al suelo, cojo las llaves del Cielo, y se las doy a San Xuan.

. En vista de esto el sacerdote decidió suspender el sermón a partir de entonces. Por este motivo surgió la copla 

Mientres Cuideiru viva ya duri la Fuenti'l Cantu, vei San Pedro a la Ribera con todus lus demás Santus.

No fue hasta el año 1946, cuando el alcalde Luis Antolín y el párroco Juan Menéndez recuperará la fiesta, con el acuerdo de celebrar el sermón sin el santo presente.

### Recitadores
En épocas antiguas: Xuaco Gaitano, Unvela, Xustín, Felipón, Xuan de la Cuca.
Desde su reaunudación en 1946:
- Antón de la Colona (1946)
- Antonio García Novo (1947, 1949, 1950, 1951, 1952 y 1953)
- Juan Luis Álvarez Bravo (1948, del 1954 al 1984)
- Cesáreo Marqués Valle (desde 1985)

### Escritores
Desde 1946, Elvira Bravo ha creado los versos del sermón hasta su muerte en 1986.
- Antón de la Colona (1946)
- Elvira Bravo (1947-1986)
- Juan Luis Álvarez Bravo (1987-1993)
- Cesáreo Marqués Valle (1995- )